# Neodesmodes
Neodesmodes là một chi bướm đêm thuộc họ Geometridae.